# Mnemoses farquharsoni
Mnemoses farquharsoni is een vlinder uit de familie van de stippelmotten (Yponomeutidae). De wetenschappelijke naam van de soort werd in 1921 gepubliceerd door Durrant.